# Manuel Mur Oti
Manuel Mur Oti (Vigo, 25 d'octubre de 1908 - Madrid, 5 d'agost de 2003) va ser un director de cinema, guionista, poeta i novel·lista espanyol.
Guardonat amb el Goya d'Honor de l'Acadèmia de Cinema d'Espanya en 1993.

## Biografia
Als 13 anys viatja a Cuba, on estudia Dret i Literatura, i posteriorment viatja a altres països. Torna a Espanya en 1949. És llavors quan crea el seu productora de cinema, Celtic Films.

## Trajectòria

### Director
- 1976 Morir... dormir... tal vez soñar
- 1975 La encadenada
- 1966 El escuadrón del pánico
- 1966 Nuestro regimiento
- 1965 Loca juventud
- 1965 La otra cara del espejo (sèrie de televisió)
- 1962 Milagro a los cobardes
- 1962 A hierro muere
- 1960 Una chica de Chicago
- 1959 Pescando millones
- 1959 Duelo en la cañada
- 1957 La guerra empieza en Cuba
- 1957 El batallón de las sombras
- 1956 Fedra
- 1955 Orgullo
- 1953 Condenados
- 1951 Cielo negro
- 1949 Un hombre va por el camino

### Como guionista
- 1979 La barraca (serie)
- 1978 Cañas y barro (serie)
- 1976 Morir... dormir... tal vez soñar
- 1975 La encadenada
- 1966 El escuadrón del pánico
- 1965 Loca juventud
- 1962 Milagro a los cobardes
- 1961 Teresa de Jesús
- 1960 Una chica de Chicago
- 1959 Pescando millones
- 1959 Duelo en la cañada
- 1957 La guerra empieza en Cuba
- 1957 El batallón de las sombras
- 1956 Fedra
- 1955 Orgullo
- 1953 Condenados
- 1951 Cielo negro
- 1949 Un hombre va por el camino
- 1949 Alas de juventud
- 1949 Noventa minutos
- 1948 El huésped de las tinieblas
- 1947 Cuatro mujeres

### Com a actor
- 1985 La noche del cine español
- 1978 Memorias del cine español
- 1953 Segundo López, aventurero urbano

## Premis
- 1949: Premi Jimeno del Cercle d'Escriptors Cinematogràfics per Un hombre va por el camino.[3]